# Muselar
Il muselar (o muselaar termine fiammingo del XVI secolo) è una variante del virginale, strumento musicale a tastiera e corde pizzicate, appartenente alla famiglia del clavicembalo.
Simile al virginale e alla spinetta italiana, per la disposizione della tastiera in rapporto alle corde, sono tutti strumenti a salterello. Il tasto ha un angolo di 10 gradi rispetto al piano della cordiera. Esiste una corda per nota e le corde consecutive sono abbinate. Vi è una corda a sinistra ed una a destra nell'arcata che regge i due salterelli alternati, il ponticello doppio. Per esempio Mi bemolle a sinistra e Mi a destra.
- La particolarità principale risiede nel fatto che il virginale e la spinetta italiana sono i soli strumenti della famiglia del clavicembalo a possedere due cavalletti vibranti.

La forma del muselar è quella di una cassa e la tastiera è contenuta in una nicchia. La spinetta italiana segue lo stesso principio ma gli angoli posteriori sono tagliati in senso obliquo e la tastiera è sporgente coma una mensola.
Il muselar ha la tastiera a destra, contrariamente al virginale la cui tastiera è a sinistra. Vedere il dipinto di Johannes Vermeer (1632-1675) rappresentante una giovane donna che suona il muselar:
- La specificità del muselar sta nel punto in cui viene pizzicata la corda: dal 50% delle note alte al 27% delle note basse. Le corde vengono pizzicate, per la maggior parte, intorno ad un terzo della loro lunghezza. Questo spiega il posizionamento della tastiera a destra.
- Altra caratteristica importante: i tasti, come nel virginale e nella spinetta, hanno dei tasti di lunghezza diversa. I tasti delle note alte hanno una lunghezza doppia rispetto a quelli delle note basse e pertanto conferiscono una differenza di sensazione al tocco. Il tasto grave può essere così corto che il dito deve posarsi sul punto di incernieramento del tasto; con la corda molto molle la ripetizione è delicata.

Queste difficoltà di esecuzione hanno fatto dire ai detrattori dello strumento che il suono emesso dal muselar assomiglia al «grugnito di un maialino» (Blankenburg Elementa Musica 1739).
- Questo apprezzamento è dovuto al movimento dell'arpicordum di cui è dotato il muselar. Esso consiste in un righello che costeggia il cavalletto di destra, che è azionato a volontà. Questo righello porta degli uncini metallici che venendo a contatto con le corde producono un ronzio. Questo, modifica il suono della corda producendo un effetto di bordone.

Il suono ottenuto è rotondo ed al tempo stesso chiaro e più dolce, avvicinandosi a quello di un'arpa o di un liuto.